# Synagogue de Parme
La synagogue de Parme est une synagogue de style néoclassique située vicolo Fratelli Cervi à Parme.

## Histoire
Les Juifs revinrent à Parme au XIXe siècle, deux siècles après l'expulsion de 1555. La synagogue a été inaugurée en 1866 dans un bâtiment du centre-ville, non loin de la Piazza Garibaldi. Rien ne trahit la présence du lieu de culte de l'extérieur, qui contrairement aux autres synagogues de l'époque n'a pas de façade monumentale.
La salle de prière est accessible par deux volées d'escaliers ; une troisième rampe mène à la galerie des femmes.
La vaste salle polygonale prend la forme de la lucarne au centre du plafond et est décorée de murs peints marbrés entrecoupés de fausses colonnes aux chapiteaux sombres. L'arche sainte en bois du XVIIIe siècle provient de l'ancienne synagogue de Colorno ; les autres meubles (la tevah et les bancs) sont du XIXe siècle. La galerie des femmes surplombe le hall avec une élégante loggia adossée au mur d'entrée ; une grille en bois repose sur le parapet.
Pendant la Seconde Guerre mondiale, le mobilier et l'argenterie de la synagogue ont été cachés dans la bibliothèque palatine pour être restitués à la fin du conflit. Les objets les plus précieux sont aujourd'hui conservés au Musée Juif Fausto Levi de Soragna.
En 1985, la synagogue a été restaurée avec la contribution de la municipalité et est toujours utilisée par la petite communauté juive de Parme.